# Équipe de Tunisie de volley-ball en 2004
L'équipe de Tunisie de volley-ball réussit amplement sa mission au tournoi qualificatif aux jeux olympiques d'Athènes en battant tous ses adversaires par 3-0. L'équipe commence sa préparation à la fin d'avril avec une double opposition face à la France. Puis elle dispute deux tournoi amicaux: le USA global challenge à Texas et le tournoi commémoratif Hubert Wagner, l'ex-entraîneur polonais de l'équipe tunisienne. À Athènes, l'équipe termine avant dernière après cinq défaites.

## Matchs des seniors
| Date             | Lieu                                    | Adversaire           | Score                               | Durée  | Compétition | Meilleur marqueur        | Référence |
| 5 janvier 2004   | Palais des sports d'El Menzah Tunis     | Nigeria              | 3-F                                 | -      | TQJO        | -                        |           |
| 6 janvier 2004   | Palais des sports d'El Menzah Tunis     | Algérie              | 3-0 (25-21 25-18 25-16)             | 1 h 10 | TQJO        | -                        |           |
| 9 janvier 2004   | Palais des sports d'El Menzah Tunis     | Afrique du Sud       | 3-0 (25-19 25-18 25-10)             | 1 h 0  | TQJO        | -                        |           |
| 10 janvier 2004  | Palais des sports d'El Menzah Tunis     | Égypte               | 3-0 (25-19 25-16 25-22)             | 1 h 7  | TQJO        | -                        |           |
| 29 avril 2004    | Cognac                                  | France               | 0-3 (21-25 23-25 21-25)             |        | A           | -                        | FFVB      |
| 30 avril 2004    | Poitiers                                | France               | 1-3                                 | -      | A           | -                        | FFVB      |
| 30 juin 2004     | Austin (Texas)                          | Argentine            | 1-3 (29-27 22-25 25-27 17-25)       | -      | GCPT        | -                        | FEVA      |
| 1er juillet 2004 | Austin (Texas)                          | États-Unis           | 0-3 (22-25 18-25 11-25)             | -      | GCPT        | -                        | team.     |
| 2 juillet 2004   | Austin (Texas)                          | Russie               | .-3                                 | -      | GCPT        | -                        |           |
| 4 juillet 2004   | Austin (Texas)                          | Russie               | .-3                                 | -      | GCDF        | -                        |           |
| 5 juillet 2004   | Austin (Texas)                          | Argentine            | 2-3 (23-25 25-14 25-20 21-25 11-15) | -      | GC3e        | -                        | FEVA      |
| 27 juillet 2004  | Olsztyn                                 | Russie               | 0-3 (15-25 19-25 24-26)             | -      | MHW         | -                        |           |
| 28 juillet 2004  | Olsztyn                                 | Pays-Bas             | 1-3 (32-30 23-25 19-25 20-25)       | -      | MHW         | -                        |           |
| 29 juillet 2004  | Olsztyn                                 | Pologne              | 1-3 (23-25 20-25 25-22 21-25)       | -      | MHW         | -                        |           |
| 30 juillet 2004  | Olsztyn                                 | Australie            | 0-3 (20-25 15-25 20-25)             | -      | MHW         | -                        |           |
| 31 juillet 2004  | Olsztyn                                 | Pologne B            | 3-1 (23-25 25-14 25-19 28-26)       | -      | MHW         | -                        |           |
| 15 août 2004     | Stade de la Paix et de l'Amitié Athènes | Grèce                | 0-3 (20-25 14-25 17-25)             | 1 h 4  | JO          | Noureddine Hfaiedh (10)  | FIVB      |
| 17 août 2004     | Stade de la Paix et de l'Amitié Athènes | Argentine            | 2-3 (20-25 25-23 16-25 25-22 10-15) | 1 h 47 | JO          | Noureddine Hfaiedh (20)  | FIVB      |
| 19 août 2004     | Stade de la Paix et de l'Amitié Athènes | Serbie-et-Monténégro | 0-3 (16-25 18-25 21-25)             | 1 h 4  | JO          | Marouane Fehri (en) (11) | FIVB      |
| 21 août 2004     | Stade de la Paix et de l'Amitié Athènes | Pologne              | 1-3 (18-25 25-23 19-25 23-25)       | 1 h 38 | JO          | Marouane Fehri (en) (19) | FIVB      |
| 21 août 2004     | Stade de la Paix et de l'Amitié Athènes | France               | 1-3 (23-25 25-18 19-25 19-25)       | 1 h 30 | JO          | Marouane Fehri (en) (21) | FIVB      |

F : forfait.
TQJO : match du tournoi qualificatif aux jeux olympiques 2004.
GC: match du USA Global Challenge.
MHW: match du tournoi commémoratif Hubert Jerzy Wagner (pl).

JO : match des Jeux olympiques 2004
PTPremier tour
DFDemi-finale
3eMatch pour la 3e place

## Sélection pour lesJeux olympiques
| No                                               | Nom                                              | Date de naissance                                | Taille | Poids | Poste                        | Club                         |
| ------------------------------------------------ | ------------------------------------------------ | ------------------------------------------------ | ------ | ----- | ---------------------------- | ---------------------------- |
| 2                                                | Mohamed Trabelsi (en)                            | 15 septembre 1981                                | 202    | 92    | Central                      | Club sfaxien                 |
| 3                                                | Mehdi Gara (en)                                  | 1er mars 1981                                    | 189    | 78    | Attaquant                    | Club olympique de Kélibia    |
| 4                                                | Walid Ben Abbes (en)                             | 19 juin 1980                                     | 186    | 76    | Attaquant                    | Étoile du Sahel              |
| 5                                                | Samir Sellami                                    | 13 juillet 1977                                  | 194    | 82    | Passeur                      | Club sfaxien                 |
| 7                                                | Chaker Ghezal (en)                               | 14 janvier 1977                                  | 199    | 90    | Central                      | Étoile du Sahel              |
| 9                                                | Khaled Belaïd (en)                               | 30 décembre 1973                                 | 195    | 82    | Réceptionneur-attaquant      | Club sfaxien                 |
| 11                                               | Marouane Fehri (en)                              | 1er juillet 1979                                 | 197    | 79    | Réceptionneur-attaquant      | Club olympique de Kélibia    |
| 13                                               | Noureddine Hfaiedh                               | 27 août 1973                                     | 200    | 86    | Réceptionneur-attaquant      | Étoile du Sahel              |
| 14                                               | Mehrez Berriri (en)                              | 13 avril 1975                                    | 186    | 80    | Libero                       | Montpellier AVUC             |
| 15                                               | Ghazi Guidara (en)                               | 18 mai 1974                                      | 186    | 75    | Passeur                      | Espérance de Tunis           |
| 17                                               | Mohamed Slim Chekili (en)                        | 15 mars 1985                                     | 198    | 82    | Réceptionneur-attaquant      | Club olympique de Kélibia    |
| 18                                               | Hosni Karamoslii (en)                            | 1er juin 1980                                    | 197    | 82    | Attaquant                    | Club sfaxien                 |
|                                                  |                                                  |                                                  |        |       |                              |                              |
| Encadrement technique                            | Encadrement technique                            |                                                  |        |       | Légende                      | Légende                      |
| Entraîneur : Antonio Giacobbe                    | Entraîneur : Antonio Giacobbe                    | Entraîneur : Antonio Giacobbe                    |        |       | : Capitaine                  | : Capitaine                  |
| Entraîneur(s) adjoint(s) : Noureddine ben Younes | Entraîneur(s) adjoint(s) : Noureddine ben Younes | Entraîneur(s) adjoint(s) : Noureddine ben Younes |        |       | : Joueur blessé actuellement | : Joueur blessé actuellement |

## Équipe de Tunisie B
L'équipe de Tunisie B dispute les Jeux panarabes 2004 en Algérie. Elle y remporte la médaille de bronze.
| Date              | Lieu  | Adversaire      | Score                         | Durée | Compétition | Meilleur marqueur | Référence |
| 28 septembre 2004 | Alger | Arabie saoudite | 1-3                           | -     | JPPT        | -                 |           |
| 29 septembre 2004 | Alger | Qatar           | 3-2                           | -     | JPPT        | -                 |           |
| 2 octobre 2004    | Alger | Égypte          | 1-3 (22-25 25-15 19-25 22-25) | -     | JPDF        | -                 |           |
| 3 octobre 2004    | Blida | Arabie saoudite | 3-1 (28-26 19-25 25-22 25-16) | -     | JP3e        | -                 |           |

JP : match des Jeux panarabes 2004
PTPremier tour
DFDemi-finale
3eMatch pour la 3e place